# Anna Polívková
Anna Polívková est une actrice tchèque, née le 24 mars 1979 à Prague.

## Biographie
Anna Polívková est la fille de Bolek Polívka.

## Filmographie
- 1999 : The Idiot Returns
- 2000 : Hotel Herbich (série télévisée) : Martina (6 épisodes)
- 2004 : Pastel-i-smus (court métrage) : Pin-up #3
- 2004 : Bolero : Ilona Fetková
- 2005 : Durch diese Nacht sehe ich keinen einzigen Stern : Dora Nemcová
- 2005 : Na prahu (court métrage)
- 2005 : Restart : Marie
- 2006 : Úcastníci zájezdu : Jolana
- 2006 : Pleasant Moments : Jarmila
- 2007-2008 : Ordinace v růžové zahradě (cs) (série télévisée) : Martina Hermanová (27 épisodes)
- 2008 : Ordinace v ruzové zahrade 2 (série télévisée) : Martina Hermanov (10 épisodes)
- 2008 : Private Traps (série télévisée) : Andula
- 2008 : Vy nám taky séfe! : la secrétaire
- 2009 : No Escape from the Shadow : Sylvie, la journaliste
- 2009 : Zeny mojho muza
- 2012 : The Blue Tiger : la reportère télé
- 2012 : I Wake Up Yesterday : Dása
- 2013 : Helena (série télévisée) : Anna
- 2014 : Skoda lásky (série télévisée) : Zdravotní sestra
- 2014 : Dedictví aneb Kurvaseneríká : la fille de Bohus
- 2014 : Major Case Squad (série télévisée) : Fialová
- 2014 : The Life and Time of Judge A.K. (série télévisée) : Mgr. Malá (2 épisodes)
- 2014 : Až po uši (série télévisée) : Ema
- 2015 : Až po uši v mechu (court métrage) (voix)
- 2015 : Nafrnená (court métrage)
- 2016 : The Spooks : professeure Pávková
- 2016 : Pohádky pro Emu : Klára
- 2016 : Zive z mechu (mini-série) (voix)
- 2017 : Spunti na vode : Alice
- 2017 : Kapitán Exner (série télévisée) (2 épisodes)
- 2017 : Spindl : Katka
- 2018 : Dve nevesty a jedna svatba : Marie
- 2018 : Po cem muzi touzí : Karla
- 2019 : Policejní historky